# آنیر-سو-بوا
آنیر-سو-بوا (به فرانسوی: Asnières-sous-Bois) یک کمون در فرانسه است که در canton of Vézelay واقع شده‌است. آنیر-سو-بوا ۱۷٫۹۵ کیلومتر مربع مساحت دارد.